# سيول الربيع (همنغواي)
سيول الربيع (بالإنجليزية: The Torrents of Spring) رواية قصيرة من تأليف الكاتب الأمريكي إرنست همنغواي. كتب همنغواي الرواية في عشرة أيام، ونُشِرَت للمرة الأولى في عام 1926 تحت مسمَّى: «رواية رومانتيكية على شرف رحيل عرق عظيم»، وهي أولى أعماله الطويلة ولم ينشر قبلها سوى قصص قصيرة.
كتب همنغواي الرواية كمحاكاة ساخرة من الكتاب والأدباء المُدَّعين، وعلى وجه التحديد سخر همنغواي من تكلُّف أسلوب شيروود أندرسون وشخصياته في رواية «الضحكة السوداء». تعتبر هذه الرواية غير ذات أهمية مقارنة برواياته الأخرى، وتحظى كذلك بدراسات نقدية أقل، ويُفضِّل النقاد عادةً روايته الأخرى المنشورة في نفس السنة «ثُمَّ تشرق الشمس». عقب إصدارها حصدت الرواية آراء متنوِّعة، انتقدت جيرترود شتاين تعامل همنغواي مع أندرسون، الذي ساعده في نشر أعماله السابقة، ورأت زوجة همنغواي أن تشخيص أندرسون في الرواية كان «سيئاً»، وكتب دوس باسوس أنَّ أسلوب همنغواي كان طريفاً ولكنَّه تمنَّى ألا تُنشَر الرواية، بينما رأى فرنسيس سكوت فيتسجيرالد أنَّ العمل كان «تحفة فنِّية».
يُعتقد أن همنغواي كتب هذه الرواية حتى يتخلَّص من عقده مع الناشر «بوني وليفرايت» الذي اشترط فيه أنَّ العقد سينتهي إذا ما رُفضت إحدى أعماله الثلاثة الأولى، فتعمَّد همنغواي اللجوء إلى السخرية حتى يُرفَض عمله، وعندما قدَّم المخطوطة الأولية في ديسمبر 1925 إلى دار النشر رُفِضت في نهاية الشهر، وهكذا انتهى العقد بين همنغواي والناشر، وعندها تولى ماكسويل باركنز نشر الرواية بالتعاون مع دار نشر «تشارلز سكريبنرز سونز» (Charles Scribner's Sons)، ونُشِرت في مايو من العام 1926 وطُبع منها 1250 نسخة.

## أهم شخصيات الرواية
- سوبلياك سميثك: البطل الرئيسي للرواية، يعمل في مصنع مضخات، ويتسم بسذاجة خفيفة وسلوك هزلي. يمثل الشخصية المثالية للرجل الأمريكي البسيط، لكنه يُقدَّم بسخرية مبالغ فيها تكشف عن تعقيدات عبثية.
- يورك ليندزاي: زميل سوبلياك في المصنع، وشخصية نمطية تمثل الرجل المثقف المتكلّف.يُعتبر تهكمًا على النمط الأدبي الذي كان يفضّله شيروود أندرسون، مما يعكس النقد المباشر لهمنغواي.
- تينا: الفتاة التي يقع سوبلياك في حبها، وهي نموذج ساخر للبطلة الرومانسية ذات الجمال التقليدي.
- ماندي: امرأة أخرى في حياة سوبلياك، وتظهر في الرواية لتكوين مثلثٍ عاطفي ساخر يبالغ في تصوير صراعات الحب والهوى.

وهناك شخصيات أخرى أقل حضورًا لكنها تساهم في تكوين الجو الساخر للرواية، إذ تعتمد على المبالغة والتقليد الكاريكاتيري.

## اقتباسات
"كان كل شيء يبدو كما لو أن الحياة ستبدأ، لكنها لم تبدأ قط." يعكس الشعور بالانتظار والفراغ الذي يسخر منه همنغواي في تصويره للشخصيات والحبكة.

"كان سوبلياك يؤمن بأن الحب الحقيقي لا يحتاج إلى كلمات، لكنه كان يتمنى لو أن تينا قالت شيئًا، أي شيء، حتى لو كان عن الطقس."يُظهر كيف يستخدم همنغواي التناقض بين المشاعر العميقة والتفاهة اليومية ليُسخر من الرومانسية الزائفة التي كانت سائدة في الأدب آنذاك.

## أسلوب الرواية
همنغواي كتب الرواية في عشرة أيام فقط، ويُعتقد أنه تعمّد الأسلوب الساخر ليُنهي عقده مع دار النشر الأولى، مما يجعل من سيول الربيع عملًا أدبيًا ذا طابع شخصي واستراتيجي في آنٍ واحد

### ملامح أسلوب الرواية:
- السخرية الأدبية: استخدم همنغواي أسلوب المحاكاة الساخرة (Parody) ليقلد ويهزأ من الأساليب الأدبية الرومانسية والمبالغ فيها.
- اللغة البسيطة والمباشرة: رغم الطابع الساخر، حافظ همنغواي على لغته المعهودة: جمل قصيرة، حوار مباشر، ووصف مقتضب.
- المبالغة الكاريكاتيرية: الشخصيات والأحداث تُقدَّم بشكل مبالغ فيه، مما يضفي طابعًا هزليًا على الرواية.
- نقد الذات الأدبية: الرواية ليست فقط تهكمًا على الآخرين، بل أيضًا إعلان مبكر عن تمرد همنغواي على أساتذته الأدبيين، وتأكيد على رغبته في تأسيس أسلوبه الخاص[8]

## وصلات خارجية
- سيول الربيع (The Torrents of Spring)، على جود ريدز.